# Martin Böttcher

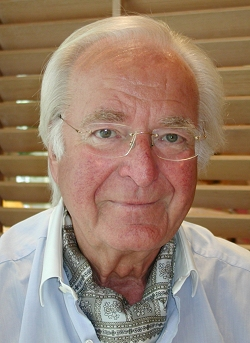
Martin Böttcher (2002)

Martin Hermann Böttcher (* 17. Juni 1927 in Berlin; † 20. April 2019 in Westerrönfeld; Pseudonyme: Michael Thomas, Renardo) war ein deutscher Filmkomponist, Dirigent und Arrangeur. In einem Zeitraum von über 60 Jahren verfasste er die Musik zu mehr als 50 Kinofilmen und 300 Fernsehproduktionen. Große Bekanntheit und Charterfolge erlangte Böttcher in den 1960er-Jahren durch seine Musik zu den Karl-May-Verfilmungen.

## Leben und Werk

### Jugend
Martin Böttcher ist Urenkel eines Weimarer Hofkapellmeisters und erwarb schon früh durch Klavierunterricht musikalische Kenntnisse. Zunächst wollte er indes Pilot werden. Knapp 17 Jahre alt, wurde er im Krieg bei der Luftwaffe ausgebildet. Zu einem Einsatz kam es aber aus Mangel an Treibstoff nicht mehr. Während der Kriegsgefangenschaft gelang es Böttcher, eine Gitarre zu organisieren und autodidaktisch das Gitarrenspiel zu erlernen. Wegen eines Unfalls mit Schädelbasisbruch und Gehörnerv-Quetschung war Martin Böttcher seit seinem vierten Lebensjahr auf dem linken Ohr taub.

### Der Jazz-Gitarrist
Nach der Entlassung aus der Gefangenschaft führte ihn der Weg nach Hamburg. Dort spielte Martin Böttcher Gitarre unter Alfred Hause und Franz Thon im von Willy Steiner neu formierten Tanz- und Unterhaltungsorchester des damaligen Nordwestdeutschen Rundfunks, das selbst im Big-Band-verwöhnten England mit Hochachtung erwähnt wurde. Nebenbei eignete sich Böttcher sein musikalisches Rüstzeug bei Generalmusikdirektor Richard Richter und auf dem Gebiet der U-Musik bei Kurt Wege an. Auch spielte er in den kleinen Besetzungen von Kurt Wege und Günter Fuhlisch, bei Benny de Weille und Helmut Zacharias.
Seine bevorzugte Musikgattung war zunächst der Jazz, wo es Martin Böttcher schaffte, als Gitarrist zur Nummer 2 beim deutschen Jazz-Poll aufzusteigen. Schon in dieser Zeit sammelte er Erfahrungen als Arrangeur bei Filmkomponisten wie Michael Jary oder Hans-Martin Majewski, für den er Teile der Musik zum Film Liebe 47 arrangierte.

### Arbeit für den Film

EP vom Soundtrack des Films Die Halbstarken, 1956 (Originalcover Die Halbstarken)

Bereits ab 1946 schrieb Böttcher Arrangements. 1954 nahm er Abschied vom NWDR und wechselte vom Notenpult zum Skizzenpapier. Dank Produzent Artur Brauner debütierte Böttcher 1955 mit der Musik zur Militärsatire Der Hauptmann und sein Held. Seine zweite Filmmusik schrieb er zu einem Meilenstein des deutschen Films der Nachkriegszeit: Die Halbstarken (1956) von Georg Tressler, in der Hauptrolle Horst Buchholz. Es spielte seine eigens hierfür gegründete Formation Mister Martin’s Band, in der Musiker wie der Klarinettist Fatty George, der Vibraphonist Bill Grah, der Posaunist Ernst Mosch und, noch als „Hans Last“, der Bassist James Last mitwirkten.
Für Hans Albers schrieb Martin Böttcher drei Lieder in 13 kleine Esel und der Sonnenhof (1958), ebenso die Musik für Heinz Rühmanns Pater-Brown-Filme Das schwarze Schaf und Er kann’s nicht lassen. In Max, der Taschendieb fand die zuvor unter dem Pseudonym „Michael Thomas“ geschriebene und nach kurzer Zeit weltberühmt gewordene Melodie Hawaii Tattoo Verwendung, die später auch in die amerikanischen Billboard-Charts aufstieg.
Daneben schrieb Böttcher Chansons für Françoise Hardy, Romy Schneider, Peggy March, Elisabeth Flickenschildt und andere. Von 1960 bis 1962 war er für 2 Jahre als Produzent Nord für das Plattenlabel Ariola tätig. Er produzierte Singles u. a. mit den Sängern/-innen Mariona, Boy Berger, Marie Dieke (auch bekannt als Ria Solar), Walter Scherau, Tony Sandler und Jo Roland. Er benutzte seine Produzentenrolle aber auch zur Veröffentlichung eigener Kompositionen und als Orchesterleiter. Am 6. Februar 1960 nahm Martin Böttcher an der deutschen Endausscheidung zum Grand Prix Eurovision de la Chanson Européenne mit dem Titel Oh, wie schön teil. Den Titel sang der belgische Entertainer Tony Sandler, der später in Las Vegas Karriere machte. Das Lied schlug sich achtbar auf einem vorderen Platz, es gewann allerdings „Bonne nuit, ma cherie“ von Wyn Hoop vor Wir wollen niemals auseinandergehn von Heidi Brühl. Der Titel von Wyn Hoop wurde dann im eigentlichen Grand Prix Eurovision Vierter.
Im Jahr 1967 produzierte Oswalt Kolle den ersten Aufklärungsfilm Oswalt Kolle: Das Wunder der Liebe in Deutschland. Martin Böttcher wurde mit der Komposition der Musikuntermalung beauftragt. Die Titel lehnte dann der wissenschaftliche Berater des Films, der Sexualforscher Hans Giese, als „nicht unterkühlt genug“ ab (er befürchtete, dass sich das männliche Publikum zu unzüchtigen Handlungen hinreißen lassen könnte). Die Musik ging aber nicht verloren. Kolle verwendete sie als Hintergrundmusik für seine Hörplatte Das Wunder der Liebe, und das Titelthema Wonderland of Love wurde ein oft verwendeter Titel auf Sampler-Platten von Martin Böttcher.

### Der Weg zu Karl May
Anfang der 1960er Jahre beauftragte der Rialto-Film-Chef Horst Wendlandt den Komponisten mit Filmmusiken für seine Edgar-Wallace-Reihe. Mit seiner Musik für die ebenfalls zu jener Zeit von Rialto Film produzierten Karl-May-Verfilmungen avancierte Martin Böttcher in den 1960er Jahren zum erfolgreichsten deutschen Filmkomponisten.
Zu insgesamt zehn Karl-May-Kinofilmen komponierte er die Musik, außerdem in den 1970er Jahren zur 26-teiligen ZDF-Karl-May-Serie Kara Ben Nemsi Effendi. „An dem Erfolg des Films ist zur Hälfte die Musik beteiligt“, schrieb ein Kritiker nach der Uraufführung von Der Schatz im Silbersee. Die Musikstücke werden als Medley in den 1970er und 1980er Jahren mehrfach in den damals populären Musik- und Galashows des Fernsehens wie Musik ist Trumpf gespielt und zu dieser Zeit erstmals auf Samplern herausgebracht. Auch heute noch ist die Karl-May-Filmmusik erfolgreich und wird immer wieder in Coverversionen oder auf CDs herausgegeben.

„Für mich war es eine besonders schöne Zeit, als ich die Musik zum Schatz im Silbersee und all den anderen Filmen komponieren durfte. Es hat wahnsinnig viel Freude gemacht – nicht nur, weil mir die Melodien so viel Erfolg brachten, sondern weil die Filme meiner Mentalität entgegenkamen. Das Grundmotiv war die Freiheit und die Ungebundenheit des Menschen. Ich musste nicht lange überlegen, bis mir die passenden Noten einfielen, die Musik kam aus dem Bauch. Vielleicht ist sie gerade deshalb so ein Erfolg geworden.“

### Musik für das Fernsehen

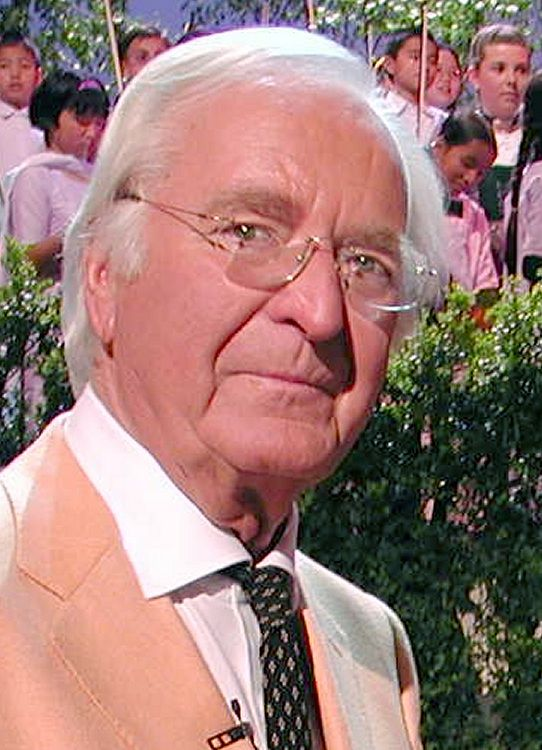
Martin Böttcher beim „Super Wunschkonzert“ des ZDF in Emden 2002

Mit dem Kinosterben Ende der 1960er Jahre verlegte Martin Böttcher seinen Wirkungskreis verstärkt auf das Fernsehen. So ertönte in der allerersten Krimiserie, die im frisch gegründeten ZDF lief, Das Kriminalmuseum, als Titelmelodie eine Böttcher-Komposition. Es folgten in den 1960er Jahren die Serien Gertrud Stranitzki und Ida Rogalski mit Inge Meysel und in den 1970er Jahren eine Vielzahl weiterer Musiken, wie die zur Krimiserie Sonderdezernat K1, 1977 zu 13 Teilen der Serie Es muß nicht immer Kaviar sein mit Siegfried Rauch, 1994 zu 26 Teilen der Serie Air Albatross oder für diverse Episoden von Der Alte und Derrick, z. B. die Salzburg-Melodie aus der Derrick-Episode Ein Koffer aus Salzburg von 1975. Böttcher komponierte seither regelmäßig für Fernsehserien, zuletzt für Pfarrer Braun mit Ottfried Fischer. Insgesamt schrieb Böttcher die Musik zu 56 Spielfilmen und rund 400 Fernsehspielen und -serien.
Am 17. Mai 1996 wurde die Komposition Friedensmelodie im Rahmen der Radebeuler Karl-May-Festtage im Rahmen eines Benefizkonzertes für das Kinderkrankenhaus in Mostar live uraufgeführt.

### Rezeption
Die deutsche Gruppe Superboys erreichte am 12. September 1998 den ersten Platz in der ZDF-Hitparade mit einer Adaption der Winnetou-Melodie unter dem Titel Wish U Were Here – wünscht’, Du wärst bei mir. In Tschechien erhielt im März 2000 eine Coverversion mit dem Titel Vinetů der Gruppe Těžkej Pokondr aus dem Album Vypusťte Krakena Doppel-Platin. Ein weiterer Erfolgstitel der Gruppe war der Titel Vontové, eine Gesangsfassung der Old-Shatterhand-Melodie auf dem Album Ježek v peci.

### Privates
Martin Böttcher war mit der Schauspielerin Anneliese Kaplan verheiratet. Das Ehepaar lebte wie viele Prominente lange Jahre in Lugano (Schweiz). In den letzten Lebensjahren wohnten sie aufgrund aufkommender altersbedingter gesundheitlicher Einschränkungen in einem Haus in Westerrönfeld in Schleswig-Holstein in der Nähe der Tochter. Die Böttchers waren 64 Jahre verheiratet, hatten zwei Töchter. Eine Tochter starb 1991 im Alter von 26 Jahren an Leukämie. Martin Böttcher wurde auf dem Friedhof Westerrönfeld beigesetzt.

## Auszeichnungen

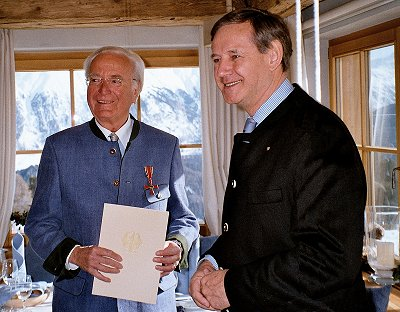
Bundesverdienstkreuz für Martin Böttcher (Januar 2004)

- Die amerikanische Max Steiner Society verlieh Böttcher 1979 die Ehrenmitgliedschaft für seine Einspielungen von Steiners berühmten Filmmelodien Tara’s Theme und Theme from ‚A Summerplace‘
- Am 9. November 1995 wurde Böttcher als erster Preisträger für seinen „besonderen Beitrag zur deutschen Filmgeschichte“ in Bonn mit dem „Ehrenpreis für Filmmusik“ (Erich-Wolfgang-Korngold-Preis) ausgezeichnet (gestiftet unter anderem von der Stiftung Deutsche Kinemathek, dem Deutschen Musikrat, der Deutschen Phono-Akademie und der Filmstiftung NRW).
- Auf dem Karl-May-Fest 1994 in Bad Segeberg erhielt Martin Böttcher den Scharlih, die älteste und bekannteste Auszeichnung, die mit dem Namen Karl Mays verbunden ist.
- Während eines weiteren Karl-May-Festes (vom 25. bis 27. Juli 1997) wurde er mit einem „Special Award“ der Schacht-Musikverlage ausgezeichnet.
- Am 15. April 2000 wurde ihm in Titisee-Neustadt (Schwarzwald) der „Edgar-Wallace-Preis“ in Gold für Verdienste um den deutschen Kriminalfilm überreicht.
- Am 25. Januar 2004 erhielt Böttcher in St. Moritz das Bundesverdienstkreuz am Bande für sein Lebenswerk. Die Auszeichnung überreichte der deutsche Botschafter in der Schweiz, Frank Elbe (Bild).
- Am 28. Mai 2009 wurde Martin Böttcher in Berlin anlässlich des erstmals verliehenen Deutschen Musikautorenpreises in der Sparte „Komposition Filmmusik“ ausgezeichnet.
- Am 27. Juni 2013 wurde Martin Böttcher in München als erster deutscher Filmkomponist mit dem „Look & Listen – Telepool-BR-Music-Award“ ausgezeichnet.
- Im Rahmen der 7. Filmmusiktage in Sachsen-Anhalt erhielt Martin Böttcher am 23. Oktober 2014 in Halle den Ehrenpreis des Deutschen Filmmusikpreises.
- Für sein Lebenswerk wurde er am 12. Mai 2016 mit dem Deutschen Musikautorenpreis der GEMA ausgezeichnet.

## Filmografie

### Spielfilme
- 1955: Der Hauptmann und sein Held
- 1956: Die Halbstarken
- 1957: Lemkes sel. Witwe
- 1957: Kindermädchen für Papa gesucht
- 1957: Spielbank-Affäre
- 1958: Endstation Liebe
- 1958: Schmutziger Engel
- 1958: Ihr 106. Geburtstag
- 1958: Das verbotene Paradies
- 1958: 13 kleine Esel und der Sonnenhof
- 1958: Ohne Mutter geht es nicht
- 1958: Meine 99 Bräute
- 1959: Am Tag, als der Regen kam
- 1960: Die Frau am dunklen Fenster
- 1960: Pension Schöller
- 1960: Marina
- 1960: Willy, der Privatdetektiv
- 1960: Das schwarze Schaf
- 1960: Auf Engel schießt man nicht
- 1961: Und sowas nennt sich Leben
- 1961: Der Fälscher von London
- 1961: Der Hochtourist
- 1961: Mörderspiel
- 1961: Unser Haus in Kamerun
- 1962: Max, der Taschendieb
- 1962: Das Gasthaus an der Themse
- 1962: Er kann’s nicht lassen
- 1962: Straße der Verheißung
- 1962: Der Schatz im Silbersee
- 1963: Der schwarze Abt
- 1963: Das Geheimnis der schwarzen Witwe
- 1963: Winnetou 1. Teil
- 1964: Das Phantom von Soho
- 1964: Wartezimmer zum Jenseits
- 1964: Die Diamantenhölle am Mekong
- 1964: Das Ungeheuer von London-City
- 1964: Der Schut
- 1964: Winnetou 2. Teil
- 1964: Unter Geiern
- 1965: Der Ölprinz
- 1965: Winnetou 3. Teil
- 1965: Old Surehand 1. Teil
- 1966: Winnetou und das Halbblut Apanatschi
- 1966: Lange Beine – lange Finger
- 1967: Zärtliche Haie (Tendres requins)
- 1967: Die blaue Hand
- 1967: Der Mönch mit der Peitsche
- 1968: Die Ente klingelt um ½ 8
- 1968: Winnetou und Shatterhand im Tal der Toten
- 1968: Bengelchen liebt kreuz und quer
- 1969: Klassenkeile
- 1969: Dr. med. Fabian – Lachen ist die beste Medizin
- 1970: Ich schlafe mit meinem Mörder
- 1971: Verliebte Ferien in Tirol
- 1972: Willi wird das Kind schon schaukeln
- 1979: Brot und Steine

### Fernsehproduktionen
Martin Böttcher hat unter anderem für nachfolgende Fernsehserien und -produktionen entweder die Titelmusik geschrieben und/oder mehrfach Musik beigesteuert:
- Der Alte (Begleitmusik für 15 Folgen; einmal musikalische Leitung)
- Derrick (Begleitmusik für 9 Folgen)
- Auf der Suche nach der Welt von morgen (1961)
- Stahlnetz: Spur 211 (1962)
- Kriminalgericht (1963)
- Das Kriminalmuseum (Titelthema und Begleitmusik für 5 Folgen, 1963–1968)
- Oberst Wennerström (1965)
- Gertrud Stranitzki (1966–1968)
- Das Millionending (1966)
- Ida Rogalski (1969)
- Weh’ dem, der erbt (1969)
- Keiner erbt für sich allein (1970)
- Die Kramer (1970)
- Die Journalistin (1970)
- Der Illegale (1972)
- Sonderdezernat K1 (1972–1982)
- Kara Ben Nemsi Effendi (1973/1975)
- Eine Frau bleibt eine Frau (1973)
- Die Tausender-Reportage (1973–1974)
- Eine geschiedene Frau (1974)
- Es muß nicht immer Kaviar sein (1977)
- Mein lieber Mann (1978)
- Der Trotzkopf (1983)
- Schöne Ferien (1985)
- Forsthaus Falkenau (1989, Titelthema und Musik der ersten Staffel)
- Pfarrers Kinder – Müllers Vieh (1991)
- Siebenbirken (1992)
- Cluedo – Das Mörderspiel (1993, Titelthema Sat1–Serie)
- Air Albatros (1994–1995)
- Winnetous Rückkehr (1998)
- Pfarrer Braun (2003–2013, 21 Folgen)
- Winnetou – Der Mythos lebt (2016)

## Diskografie (Auswahl)
- Deutsche Filmkomponisten, Folge 1: „Martin Böttcher“ – Sampler 2000, Bear Family Records BCD 16481 AR
- Die Halbstarken, Bear Family Records, BCD 16403 AR (O.S.T.)
- Kriminalfilm-Musik von Martin Böttcher, BSC Music, 307.6518.2
enthält Musik aus den Pater-Brown-Filmen mit Heinz Rühmann, Max, der Taschendieb und aus Edgar-Wallace-Filmen
- Kriminalfilmmusik Martin Böttcher Vol. 2, Prudence 398.6534.2
enthält Musik aus Das Kriminalmuseum, Die Diamantenhölle am Mekong, Mörderspiel, Wartezimmer zum Jenseits und aus Edgar-Wallace-Filmen
- Marina / Am Tag, als der Regen kam, Bear Family Records, BCD 16588 AH
enthält Eigenkompositionen von Martin Böttcher und Cover-Versionen, die in beiden Filmen gespielt wurden
- Martin Böttcher Original-Filmmusik, peermusic, CD 0103
enthält Musik aus Unser Haus in Kamerun, Der Fälscher von London, Straße der Verheißung, Auf Engel schießt man nicht, Musik aus Lufthansa-Werbefilmen und drei Bonus-Tracks
- Winnetous Rückkehr, Polydor 557 021-2, Soundtrack zum ZDF-Zweiteiler
- Pfarrer Braun und andere …, Colosseum, CST 8092-2, Soundtrack zur ARD-Serie und Musik aus Schöne Ferien und weiteren Fernsehfilmen von Martin Böttcher
- Martin Böttcher sound kaleidoscope, Motor Music, 539 107-2, Sampler mit 25 Titeln
- „Wilder Westen – Heißer Orient“ – Karl-May-Filmmusik 1936–1968
Bear Family Records BCD 16413 HL – 8 CDs mit 192 Seiten Filmbuch,
enthält 10 Karl-May-Filmmusiken von Martin Böttcher
- Karl-May-Melodien (CD, Neuausgabe des LP-Samplers von 1966)
- Martin Böttcher – Die großen Film- und TV-Melodien, Warner Music Group, 5050467-3717-2-9, 2CD mit insgesamt 50 Titeln

Mit der zuletzt angeführten Veröffentlichung liegt die erste Doppel-CD mit Böttchers Interpretationen vor. Ihre Besonderheit liegt darin, dass sie nur Musikaufnahmen von ehemaligen Telefunken- oder Teldec-Veröffentlichungen umfasst. Die meisten Originalaufnahmen (viele damals noch in Mono) wurden ursprünglich bei Polydor, Heliodor, London, Ariola und anderen veröffentlicht. Bei Telefunken und Teldec spielte Böttcher diese erneut in überarbeiteter Form ein, teils mit anderem Arrangement und, vor allem, in Stereo. Auf der ersten CD sind 25 Titel aus Kinofilmen aufgenommen (dabei auch Titel von anderen Komponisten), auf der zweiten CD 25 Titel aus Fernsehsendungen und -serien nur von Martin Böttcher.
- Auf der dritten vom ZDF initiierten CD unter dem Motto Aus vollem Herzen, auf der Prominente ihre lyrischen Lieblingsstücke vortragen, kann man seit 2005 Martin Böttcher auch als Rezitator erleben. Er liest ein Gedicht von Marie Freifrau von Ebner-Eschenbach (Der Hörverlag, München, ISBN 3-89940-674-5).
- Tief in der Nacht, Francis-Durbridge-Kriminalhörspiel mit Musikuntermalung von Martin Böttcher, Der Audio Verlag, ISBN 3-89813-152-1 (bis auf das Jugendhörspiel Ringgi + Zofi in geheimer Mission[10] das einzige Hörspiel, für das Martin Böttcher Musik schrieb)